# Romolo Gessi
Romolo Gessi, pascià (Ravenna, 30 aprile 1831 – Suez, 24 aprile 1881), è stato un geografo, esploratore e militare italiano.

## Biografia

### Origini e formazione
Nacque il 30 aprile 1831 su una nave diretta a Costantinopoli, nel tratto tra Ravenna e Malta, figlio di Marco Gessi, avvocato e console inglese nell'Impero ottomano e dell'armena Elisabetta Clarabett. Trascorse l'adolescenza con il padre a Costantinopoli, allora capitale dell'Impero ottomano, ed in altre regioni balcaniche dove il padre esercitava la sua missione diplomatica.
Rimasto senza il padre all’età di undici anni, e su interessamento di Lord Canning frequentò l'Accademia militare di Wiener Neustadt in Austria, e in seguito quella prussiana di Halle in Germania, a spese del governo inglese.

### Gli incarichi e le missioni internazionali
Grazie alla perfetta conoscenza, oltre che dell'Italiano, di altre sette lingue (tedesco, inglese, francese, turco, armeno, greco e russo) ottenne numerosi incarichi diplomatici e militari. Nel 1848 ottenne un impiego al consolato inglese a Bucarest, in Romania.
Come militare combatté inquadrato nelle forze inglesi nella guerra di Crimea (1854–55), esercitando il ruolo di interprete assegnato al comando del generale Strnowhys, e qui incontrò il sottotenente Charles Gordon, al tempo anch'egli ufficiale di prima nomina, con cui strinse duratura amicizia.
Terminata la guerra tornò a Londra, lavorando poi come perito per il registro navale Lloyds a Sulina, in Romania.
Lasciata la Romania nel 1859, dopo lo scoppio della Seconda guerra d'indipendenza italiana, si arruolò nell'Armata sarda, inquadrato nel corpo dei Cacciatori delle Alpi, e combatté con il generale Giuseppe Garibaldi, nella campagna del Trentino, ed al termine della operazioni, una volta proclamato il Regno d'Italia, fece domanda di cittadinanza italiana essendo figlio di un diplomatico inglese di origine italiana, che gli fu concessa. Ritornato alla vita civile, sposò una violinista rumena di Pressnitz (Prisecnice), Maria Purkart, da cui avrà sette figli. Durante le sue peripezie in Africa si ritroverà ad adottare anche Saida, una ragazzina pigmea originaria del Sudan. Nel 1870 si licenziò dal Lloyd e raggiunse la sorella Ersilia a Tulcea, dove realizzò un mulino e una grande segheria a vapore, ma l'anno successivo dovette cedere l'impresa in quanto entrò in contrasto ripetutamente con le locali autorità ottomane, che lui accusò di vessazioni e ingiusta fiscalità.
Chiamato in Africa nel 1873 dall'amico Gordon, nel frattempo diventato governatore della provincia del Sudan, vi arrivò nel 1874 ricevette il grado di maggiore dell'esercito egiziano, e l'incarico di reprimere la rivolta scoppiata tra la tribù degli Schilluk. Fiduciario del governatore, si occupò di installare postazioni militari nel Baḥr el-Ghazāl e lungo il Nilo Bianco e di studiare la tratta degli schiavi, allora gestita soprattutto da mercanti arabi. 
Nel 1875, dopo il fallimento dell'esplorazione del lago Alberto da parte degli inglesi C.M. Watson e W.H. Chippendale, ricevette l'incarico dal governatore di trovare il collegamento attraverso il lago Alberto fra il Nilo Bianco e il Nilo Vittoria, scoprire se il Nilo Bianco uscisse o no dal lago Alberto, e verificare se esistevano collegamenti fra lo stesso lago e il bacino idrografico del Congo. Partito il 7 marzo 1876 insieme al famoso esploratore Carlo Piaggia, i due entrarono dal fiume nel lago il 19 marzo successivo, circumnavigarono il lago e verificarono che defluiva nel Nilo. A causa dell'imprecisione dei rilievi cartografici da lui effettuati e della fitta vegetazione lacustre non riuscì ad accertare il percorso dell'emissario sud del bacino. Lasciò una memoria scritta dell'impresa alla Società Geografica di Parigi dal titolo Exploration du lac Albert Nyanza, par M. Romolo Gessi, lettre au président de la Société de géographie de Paris, e in quella stessa esplorazione avvistò, primo europeo, le cime innevate del Ruwenzori, ma tale onore gli venne poi usurpato dall'inglese Stanley nel 1888.
Nel mese di dicembre ritornò a Khartoum, dove fu ricevuto con tutti gli onori da Gordon, decorato con l'Ordine di Osmanie e ricompensato con un piccolo premio in denaro. Alle sue rimostranze per il trattamento ricevuto, Gordon gli rivolse una frase infelice Che peccato che non siate un inglese che scatenò la sua immediata reazione, arrivando a scaraventare per terra il tarbush, tipico copricapo rosso dell'esercito egiziano, rassegnando nel contempo le immediate dimissioni.

### Le esplorazioni in Africa
Rientrato in Italia, fu decorato con una medaglia dalla Società geografica italiana, e nel gennaio 1877, venuto a conoscenza delle nomina di Gordon a Governatore generale del Sudan, ritornò al Il Cairo in cerca di un nuovo impiego, ma rimase deluso. Ritornò allora in Italia per organizzare una nuova spedizione lungo il fiume Sobat,  un affluente del Nilo Bianco, a fini esplorativi e commerciali, ma una volta arrivato a Suez il bagaglio della spedizione, e tutti gli strumenti scientifici, andarono persi per un incendio nell'aprile 1877. Ritornò nuovamente in Italia raccolse fondi per organizzare una nuova spedizione esplorativa insieme a Pellegrino Matteucci, prefiggendosi di arrivare a Kaffa (Etiopia meridionale) con due obiettivi, indagare sul locale commercio e trovare tracce degli esploratori G. Chiarini e A. Cecchi, di cui non si avevano notizie da tempo. Risalito il Nilo Azzurro studiando le genti Amara i due esploratori raggiunsero Fadasi, dove incontrarono l'ostilità dei capi locali, e dovettero ritornare indietro, raggiungendo Khartūm nel giugno 1878.
Qui tentò di organizzare un'altra spedizione sul Sobat e di fondare, con l'aiuto della Carlo Erba di Milano, una casa commerciale italiana a Gaba-Sciambil.  A causa dello scoppio prima di una ribellione nel Darfur, e poi di un'altra molto più pericolosa nel Baḥr el-Ghazāl, la spedizione dovette essere rinviata a data da destinarsi.

### La campagna militare contro gli schiavisti
Ritornato in buoni rapporti con Gordon, egli accettò l'offerta del governatore generale di guidare la campagna militare contro il figlio ribelle del pascià Zibēr Rahmat, Suleimān Bey, e di estirpare il flagello della tratta araba degli schiavi negri che stava annientando il territorio del Fiume delle Gazelle. 
I mercanti di schiavi, trafficanti arabi e europei, erano stanziati nel Darfur e si rifornivano di uomini nelle regioni del Bahr al-Ghazal. Partito da Khartoum sul battello a vapore Bordeen il 15 luglio 1878, con la nomina a luogotenente della regione del Bahr-al-Ghazal assunse il comando nominale di un'armata di circa 10 000 uomini, dotati di alcuni pezzi d'artiglieria e qualche razzo Congreve. Tale armata esisteva solo sulla carta, in quanto diserzioni, malattie, e corruzione ne avevano ridotto la consistenza a una quarantina di uomini, che salirono a circa 2 000 successivamente.
La campagna militare si concluse il 16 luglio 1879, quando Suleimān Bey, abilmente circondato dalla truppe egiziane in inferiorità numerica presso la sua zariba di Gara, fu costretto ad arrendersi, e fu subito fucilato insieme ad altri notabili. Nonostante egli riuscisse a sconfiggere i negrieri ed a restituire la regione ribelle al controllo del viceré dell'Egitto, il Sudan che si avviava verso la guerra mahdista, rese la sua vittoria incerta sotto il profilo politico: nominato pascià e governatore del Bahr al-Ghazal e della Provincia equatoriale, fu osteggiato dalla componente araba che vedeva il dominio turco-egiziano come oppressivo. Nonostante avesse immediatamente iniziato a costruire strade, scuole, reso navigabile il corso inferiore del Giur, aprendo una via di comunicazione veloce con il Nilo, e inviato al governo egiziano milioni di lire in avorio e gomma, si rese conto che la propria situazione personale era incerta, sul finire del 1880 decise quindi di raggiungere Il Cairo per difendersi personalmente dalle accuse che gli erano state rivolte.

### Il rientro in Italia e la morte
Risalendo il Nilo dalle regioni equatoriali verso Khartum, a bordo del vecchio vapore Saphia stracarico di persone, il battello restò bloccatò nelle paludi del Sudd per tre mesi, durante i quali buona parte dei passeggeri, circa 450 persone, morì di stenti, fame e malattie. I superstiti vennero salvati quando il vapore Ismailia raggiunse il Saphia il 5 gennaio 1881, ma egli era gravemente ammalato, e sbarcò a Khartoum in condizioni pietose il giorno 25. Nonostante i tentativi di dissuaderlo, si imbarcò subito per raggiungere Berber, e poi in venti giorni attraversò il deserto su una lettiga trasportata da due cammelli, arrivando il 22 marzo a Suakin dove incontrò un compatriota, l'esploratore italiano Luigi Pennazzi, che lo assisterà fino alla morte. Insieme si imbarcarono per Suez sul battello a vapore egiziano Zagazig il 18 aprile; il 22, trasportato all'ospedale francese di Suez, poté ancora ricevere gli onori da de Lesseps e dal Viceré d'Egitto, Tawfīq Pascià.
Si spense nelle braccia del Pennazzi, la sera del 24 aprile. Le spoglie, trasportate in Italia a cura della Società Africana di Napoli, sono tumulate nel cimitero di Ravenna, luogo di origine della famiglia paterna.

## Riconoscimenti

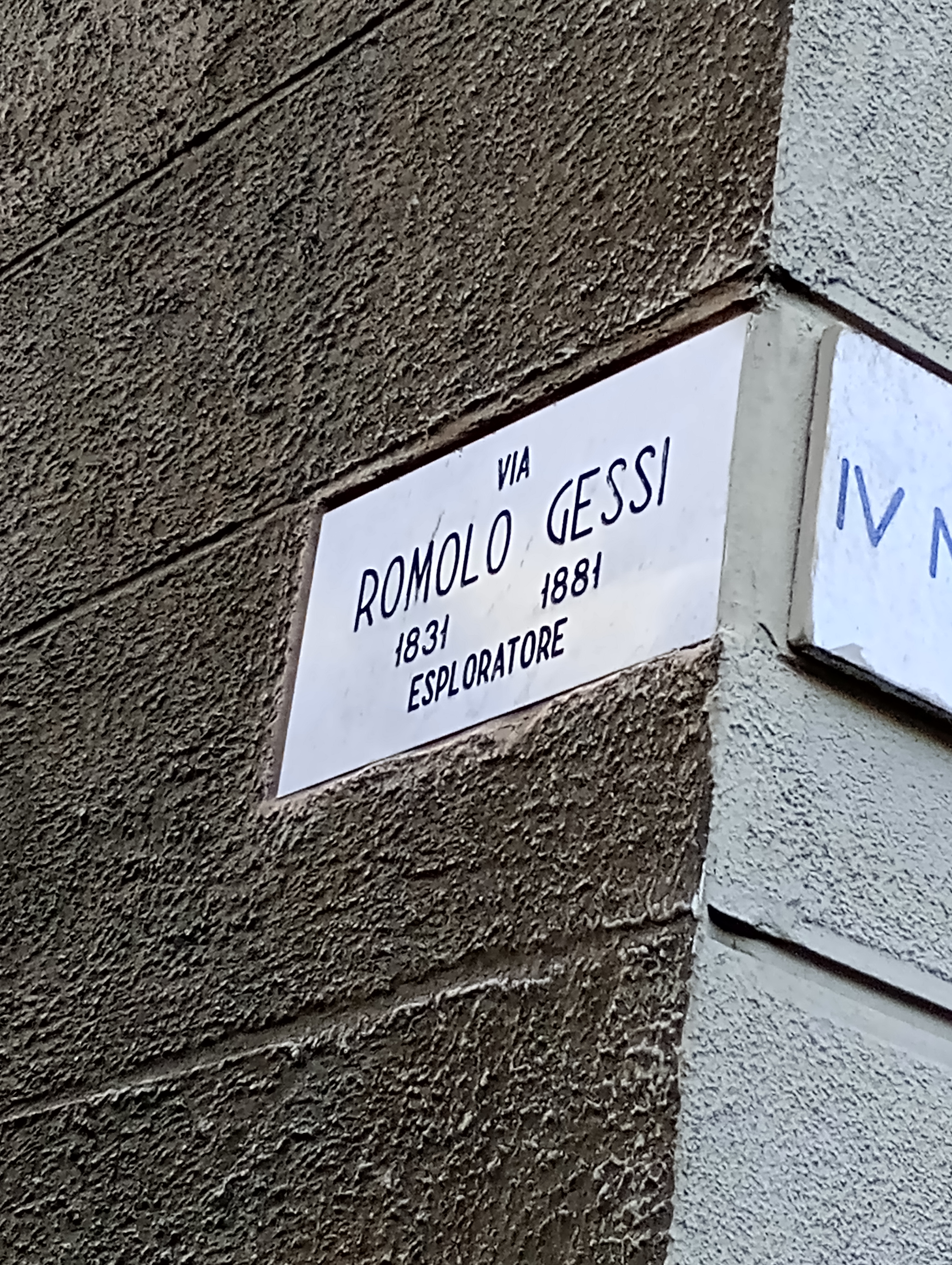
Via Romolo Gessi a Torino

Numerose città italiane (Roma, Milano, Torino, Trieste, Brescia Genova, Rimini e Ravenna) hanno dedicato una via o un viale a suo nome così come Asmara ai tempi della dominazione coloniale italiana.
Nella catena del Ruwenzori gli è stata intitolata una cima alta 4715 m (monte Gessi), da parte del duca degli Abruzzi, primo scalatore del gruppo.

## Pubblicazioni
- Sette anni nel Sudan egiziano - memorie di Romolo Gessi pascià - esplorazioni, caccie e guerra contro i negrieri, riunite e pubblicate da suo figlio Felice Gessi, coordinate dal cap. M. Camperio, Milano, Editrice Galli di Chiesa e Guindani, 1891,  p. 489.

(EN) Romolo Gessi, Felice Gessi, Manfredo Camperio (prefazione di), Seven years in the Soudan; being a record of explorations, adventures, and campaigns against the arab slave hunters, London, Sampson, Low, Marston & Co., 1892.
- (FR) Exploration du lac Albert Nyanza - lettre au Président de la Société de Geographie, Paris, Bulletin de la Société de Géographie, 1876,  pp. 632-643.
- (EN) On the circumnavigation of the Albert Nyanza - under Gordon's directions, Papers from the Royal Geographical Society 21, 1877.
- Relazione e diario sul Bahr-el-Ghazal e sul viaggio della "Safia" da Meshra-er-Rek a Khartum, Bollettino della Società Geografica Italiana 18, 1881,  pp. 185-204.

### Annotazioni
1. ↑  Nativo di Ravenna, allora parte dello Stato Pontificio, Marco Gessi aveva dovuto l'Italia per motivi politici, trasferendosi a Londra, in Gran Bretagna, dove riuscì ad entrare nel corpo diplomatico.
2. ↑  Futuro generale e governatore generale del Sudan.
3. ↑  Quasi tutti deceduti in giovane età. Il più longevo fu Felice, che divenne curatore del libro Memorie.
4. ↑  Nelle sue Memorie Romolo Gessi scrisse che vi erano anche da trafficanti europei di diverse nazionalità e religioni.
5. ↑  Si trattava dell'ultimo "anello mancante" dell'esplorazione.
6. ↑  Allora zona soggetta all'espansione del colonialismo belga.
7. ↑  Fu solo nel 1888 che si scoprì che il Semliki non aveva nulla a che fare con il fiume Congo e sfociava invece nel lago Alberto Edoardo.
8. ↑  In lingua inglese: What a pity you are not a Englishman.
9. ↑  Come scrisse Gessi nelle sue memorie, l'incendio fu appiccato da fanatici mussulmani, e portò alla perdita di tutto il capitale della spedizione, 30 000 franchi.
10. ↑  Numerosi ufficiali erano al soldo degli schiavisti, pagati in oro.
11. ↑  Il battello era stracarico di passeggeri per colpa dell'avidità del comandante, che aveva imbarcato un numero di passeggeri troppo elevato per la scarsa quantità, e qualità, dei viveri disponibili. Inoltre la nave era in pessime condizioni e necessitava di continue riparazioni.

### Fonti
1. 1 2 3 4 5 6 7 8 9  Ferrara 2007, p. 58.
2. 1 2 3 4  http://www.treccani.it/enciclopedia/romolo-gessi_(Dizionario-Biografico)/.
3. 1 2 3 4 5 6  Gessi 1892, p.V.
4. 1 2 3 4 5 6 7 8 9  Ferrara 2007, p. 59.
5. 1 2 3 4 5  Gessi 1892, p.VI.
6. ↑  Gessi 1892, p. 20.
7. 1 2 3  Gessi 1892, p.VII.
8. ↑   Romolo Gessi, Exploration du lac Albert Nyanza, par M. Romolo Gessi, lettre au président de la Société de géographie de Paris, Paris, Bulletin de la Société de Géographie, 1876.
9. 1 2   Paolo Del Papa, Italiani in Africa, su travelgeo.it, 1º settembre 2006 (archiviato dall'url originale il 2 aprile 2015).
10. ↑  Zaghi 1939, p. 143.
11. ↑   Stefano Mazzotti, Esploratori perduti - storie dimenticate di naturalisti italiani di fine Ottocento, Torino, Codice edizioni, 2011,  pp. XXII - XXIII, ISBN 978-88-7578-262-7.
12. 1 2  Ferrara 2007, p. 60.
13. ↑  Gessi 1892, p. 180.
14. 1 2   Scheda su Romolo Gessi (PDF), su unibg.it. URL consultato il 4 giugno 2014 (archiviato dall'url originale il 4 marzo 2016).
15. 1 2 3 4 5 6  Ferrara 2007, p. 64.
16. ↑  Gessi 1892, p. 385.
17. 1 2 3 4 5 6 7  Ferrara 2007, p. 65.
18. ↑  Pennazzi 1887, pp. 164-166.
19. ↑  Breve biografia di Romolo Gessi Archiviato il 27 dicembre 2009 in Internet Archive. sul sito internet del museo nazionale preistorico etnografico "Luigi Pigorini: consultato 2 volte.

### Periodici
- F. Arfelli, Romolo Gessi alla navigazione del lago Alberto, in L'Oltremare, anno II, 1933, pp. 84–85.
- C. Bertacchi, Romolo Gessi, in Geografi ed esploratori italiani contemporanei, De Agostini, Milano, 1929, pp. 237–239
- D. Comboni, Quadro storico delle scoperte africane (1880), in: Id., Gli scritti, Bologna, 1991, pp. 1752–1789.
- G. Cora, Spedizione Gessi-Matteucci a Fadasi 1878, Memorie, in Cosmos, vol. V, 1878-1879, pp. 16–31.
- Orazio Ferrara, Gessi Pascià. Il leone di Bahr El-Ghazal, in Eserciti nella Storia, Parma, Delta Editrice s.n.c., settembre-ottobre 2007,  pp. 58-65.
- G. Gibelli (prefazione), Una spedizione in Africa. Lettere di Romolo Gessi e Pellegrino Matteucci, Edoardo Perino, Roma, 1884.
- G. Paladino (a cura), L'ultimo rapporto di Romolo Gessi, da: Rassegna nazionale, Firenze, 1917, fasc. 16 giugno e 1-16 agosto
- S. Saccone, Romolo Gessi e il suo tempo (con lettere inedite), in: "Economia e storia", XXIII, 4, Giuffrè Editore, Milano, 1976, pp. 486–518.
- F. Surdich, Nuovi documenti su Romolo Gessi, in: Rassegna degli Archivi di Stato, Roma, 1974, pp. 157–177.
- S. Zavatti, Lettere inedite di Romolo Gessi relative alla spedizione del Kaffa, in: Africa, XVII, 1962, n.6, pp. 300–310.